# Tripsacum australe
Tripsacum australe är en gräsart som beskrevs av E.C. Cutler och Edgar Shannon Anderson. Tripsacum australe ingår i släktet Tripsacum och familjen gräs. Inga underarter finns listade i Catalogue of Life.